# Culicoides magnificus
Culicoides magnificus är en tvåvingeart som beskrevs av Nibedita Sen och Gupta 1959. Culicoides magnificus ingår i släktet Culicoides och familjen svidknott. Inga underarter finns listade i Catalogue of Life.